# Priscila Daroit
Priscila Zalewski Daroit , född 10 augusti 1988 i Porto Alegre, Brasilien, är en volleybollspelare (center). Hon spelar i Brasiliens landslag och klubblaget Minas Tênis Clube.
Daroit har spelat hela sin klubbkarriär i Brasilien med fyra segrar i sydamerikanska klubbmästerskapet (2014, 2018, 2022 och 2024) som främsta merit. Med landslaget tog hon brons vid VM 2014.